# Björn Andersson (triathlon)
Björn Andersson, född 1979, är en svensk triathlet från Trollhättan.
Björn Andersson blev svensk mästare i triathlon (sprint) år 2007. Han har även varit svensk mästare flera gånger ytterligare, inklusive 2001, då han vann svenska mästerskapen på alla tre distanser. Totalt har han åtta SM-guld.
Internationellt har han vunnit UK halv Ironman och Timberman halv Ironman, samt varit trea på EM i halv Ironman. Han vann också Norseman Xtreme Triathlon 2005 på banrekord.